# Chad Biafore
Chad Michael Biafore (Calgary, 28 marzo 1968) è un ex hockeista su ghiaccio canadese naturalizzato italiano soprannominato "Re Leone" per la sua folta capigliatura rossa.

## Carriera

### Club
Biafore approda in Italia presso i Mastini Varese nella stagione 1993-94 chiamato dall'allenatore oriundo Pat Cortina e gioca per tre stagioni nel ruolo a lui congeniale, quello di difensore. Nella stagione 1995-96 vince la Federation Cup con i Mastini Varese.
In seguito si trasferisce in Germania giocando per tre stagioni nei Eisbären Berlin, nella stagione 1999-00 nei DEG Metro Stars e l'anno seguente torna in Italia per militare nelle file dell'Asiago prima di dire addio alla carriera professionistica.

### Nazionale
Biafore ha inoltre indossato dal 1996 al 2000 la maglia della nazionale italiana prendendo parte ad alcuni campionati mondiali e ai giochi olimpici di Nagano 1998.

## Palmarès

### Club
- Campionato italiano: 1

Asiago: 2000-2001
- Coppa Italia: 1

Asiago: 2000-2001
- 2. Eishockey-Bundesliga: 1

Düsseldorf: 1999-2000
- IIHF Federation Cup: 1

Varese: 1995-1996